# Tomás Guitarte Gimeno
Tomás José Guitarte Gimeno (Cutanda, Província de Terol, 1961) és un arquitecte i polític espanyol pertanyent a l'agrupació d'electors Terol Existeix (TE), i únic representant de l'organització al Congrés dels Diputats, representació que va aconseguir a les eleccions generals de l'estat espanyol del 10 de novembre de 2019.

## Biografia
Va estudiar arquitectura a la Universitat Politècnica de València. Va militar en el partit aragonesista CHA i es va presentar en diverses ocasions a les seves llistes, l'última de les quals l'any 1993. La seva vida pública s'inicia l'any 2000, quan va ser promotor de l'AVE Madrid-València.
A causa de diverses amenaces i coaccions rebudes el gener de 2020, després de l'anunci del suport de Terol Existeix a la investidura de Pedro Sánchez com a president del Govern, Guitarte va haver de passar la nit prèvia a la segona votació d'investidura del candidat en un lloc indeterminat per qüestions de seguretat. Així mateix, el Ministeri de l'Interior després d'avaluar les amenaces al diputat, li va posar protecció.